# عبد المجيد دهمان
عبد المجيد دهمان (ولد في 6 يناير 1967 في الجزائر) مطلوب من قبل مكتب التحقيقات الفيدرالي فيما يتعلق بمؤامرة الألفية 2000 لتفجير مطار لوس أنجلوس الدولي.

## حياته
وهو عضو سلفي، ويعتبر من المقربين من أحمد رسام، حيث قضى الاثنان ثلاثة أسابيع معًا في غرفة فندق كندية قبل اعتقال رسام. في محاكمته، شهد رسام في عام 2001 أن دهمان ساعد في صنع المتفجرات في ذلك الوقت، لكنه لم يخبر دهمان بالهدف المقصود.
في 25 مارس / آذار 2001، أعلنت الحكومة الجزائرية أنها تحتجز دهمان، لكنها لن تسلمه لمحاكمته في الولايات المتحدة - وبدلاً من ذلك فضلوا محاكمته في محاكمهم كمثال لشعبهم الذين ابتُلي بهم.